# Miss Italia
Miss Italia is de nationale missverkiezing van Italië. De verkiezing heeft een zusterwedstrijd die Miss Italia nel Mondo heet en bedoeld is voor vrouwen van Italiaanse afkomst in het buitenland.

## Geschiedenis
De eerste voorloper van de Miss Italië dateert uit 1927. De winnares ervan werd afgevaardigd naar Miss Europa en de International Pageant of Pulchritude waarvan de winnares de titel Miss Universe kreeg.
In 1939 werd een nieuwe wedstrijd in het leven geroepen door Dino Villani. Die heette Miss Sorriso (Miss Glimlach) en werd gesponsord door een tandpastamerk. De selectie gebeurde op basis van foto's van de kandidates.
Tijdens de laatste vier jaren van de Tweede Wereldoorlog werd de wedstrijd niet gehouden. In 1946 kwam hij terug onder de naam Miss Italia en werd gehouden in Stresa, dat ondanks de oorlog nog hotels had. Na een aantal andere plaatsen vestigde de verkiezing zich uiteindelijk in Salsomaggiore Terme.
In 1950 werd de missverkiezing voor het eerst op de radio uitgezonden. Sinds 1959 is Enzo Mirigliani de organisator van het evenement en sinds 1987 wordt de verkiezing rechtstreeks uitgezonden op televisie.
Nog in 1987 werd de winnares gediskwalificeerd omdat ze gehuwd was.
In 1994 werd het vereiste om ongehuwd en kinderloos te zijn geschrapt nadat men in 1990 al het meten van borst-, taille- en heupomtrek had laten vallen.
In 1991 werd de Miss Italia nel Mondo-nevenverkiezing in het leven geroepen.
In 1996 werd met Denny Mendez de eerste niet-blanke Miss Italia verkozen.
Vele deelneemsters aan Miss Italia schopten het later tot actrice. Onder hen Silvana Pampanini, Sophia Loren, Lucia Bosè, Stefania Sandrelli, Mirca Viola, Simona Ventura, Anna Falchi en Martina Colombari.

## Winnaressen

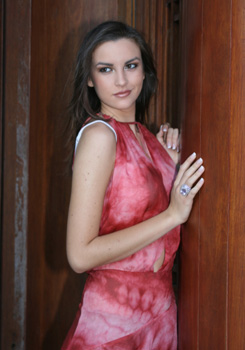
Giada Wiltshire, Miss Mondo Italia 2007, foto uit 2007

| 1927                     | Maria Gallo         | 1928 | Livia Marracci        | 1929 | Desy Giovannini              |
| 1930                     | Mafalda Mariottino  | 1931 | Claudia di Nocetti    | 1932 | Rosetta Montan               |
| 1933                     | ?                   | 1934 | ?                     | 1935 | Toca Giusti                  |
| 1936                     | ?                   | 1937 | ?                     | 1938 | ?                            |
| Miss Sorriso             |                     |      |                       |      |                              |
| 1939                     | Isabella Verney     | 1940 | Gianna Maranesi       | 1941 | Adriana Serra                |
| 1942-1945: niet gehouden |                     |      |                       |      |                              |
| Miss Italia              |                     |      |                       |      |                              |
| 1946                     | Rossana Martini     | 1947 | Lucia Bosè            | 1948 | Fulvia Franco                |
| 1949                     | Mariella Gianpieri  | 1950 | Anna Maria Bugliari   | 1951 | Isabella Valdettaro          |
| 1952                     | Eloisa Cianni       | 1953 | Marcella Mariani      | 1954 | Eugenia Bonino               |
| 1955                     | Brunella Tocci      | 1956 | Nives Zegna           | 1957 | Beatrice Faccioli            |
| 1958                     | Paola Falchi        | 1959 | Marisa Jossa          | 1960 | Layla Rigazzi                |
| 1961                     | Franca Cattaneo     | 1962 | Raffaella De Carolis  | 1963 | Franca Dallolio              |
| 1964                     | Mirka Sartori       | 1965 | Alba Rigazzi          | 1966 | Daniela Giordano             |
| 1967                     | Cristina Businari   | 1968 | Graziella Chiappalone | 1969 | Anna Zamboni                 |
| 1970                     | Alba Balestra       | 1971 | Maria Pinnone         | 1972 | Adonella Modestini           |
| 1973                     | Margareta Veroni    | 1974 | Loredana Piazza       | 1975 | Livia Jannoni                |
| 1976                     | Paola Bresciano     | 1977 | Anna Kanakis          | 1978 | Loren Cristina May           |
| 1979                     | Cinzia De Ponti     | 1980 | Cinzia Lenzi          | 1981 | Patrizia Nanetti             |
| 1982                     | Federica Moro       | 1983 | Raffaella Baracchi    | 1984 | Susanna Huckstep             |
| 1985                     | Eleonora Resta      | 1986 | Roberta Capua         | 1987 | Michela Rocco di Torrepadula |
| 1988                     | Nadia Bengala       | 1989 | Eleonora Benfatto     | 1990 | Rosangela Bessi              |
| 1991                     | Martina Colombari   | 1992 | Gloria Zanin          | 1993 | Arianna David                |
| 1994                     | Alessandra Meloni   | 1995 | Anna Valle            | 1996 | Denny Mendez                 |
| 1997                     | Claudia Trieste     | 1998 | Gloria Bellicchi      | 1999 | Manila Nazzaro               |
| 2000                     | Tania Zamparo       | 2001 | Daniela Ferolla       | 2002 | Eleonora Pedron              |
| 2003                     | Francesca Chillemi  | 2004 | Cristina Chiabotto    | 2005 | Edelfa Chiara Masciotta      |
| 2006                     | Claudia Andreatti   | 2007 | Silvia Battisti       | 2008 | Miriam Leone                 |
| 2009                     | Maria Perrusi       | 2010 | Francesca Testasecca  | 2011 | Stefania Bivone              |
| 2012                     | Giusy Buscemi       | 2013 | Giulia Arena          | 2014 | Chiara Reina                 |
| 2015                     | Alice Sabatini      | 2016 | Rachele Risaliti      | 2017 | Alice Rachele Arlanch        |
| 2018                     | Carlotta Maggiorana | 2019 | Carolina Stramare     | 2020 | Martina Sambucini            |
| 2021                     | Zeudi Di Palma      |      |                       |      |                              |